# BAD HOP
BAD HOP（バッド・ホップ）は、神奈川県川崎市を拠点に活動していた8人組ヒップホップ・クルー。
グループ名である『BAD HOP』は、メンバーのT-Pablow、YZERR、Yellow Patoが初めて出演した川崎のヒップホップイベントの名前である。意味は野球用語のイレギュラーバウンドに基づいている。

## 概要
神奈川県川崎市出身の幼なじみを中心とし、2014年に結成された。双子であるT-PablowとYZERRを中心に、8人のラッパーで構成されている。
地元である川崎市南部の京浜工業地帯、池上町は「日本で一番空気が悪い場所」とも言われており、メンバーも幼少の頃から特異な環境の中で生活を送ってきた。
T-PablowとYZERRはそれぞれ「BAZOOKA!!! 高校生RAP選手権」での優勝経験を持ち、T-Pablowはテレビ朝日系列の番組『フリースタイルダンジョン』に初代モンスターとしてレギュラー出演していた。
レコード会社や音楽事務所には所属しておらず、2019年現在、メンバーに加えスタッフが7名おり、楽曲制作からライブでの映像や照明、グッズ制作、DVDの販売などをセルフプロデュースで行っている。
2019年、ジェイ・Zやカニエ・ウェストらも利用するアメリカ合衆国ロサンゼルスの音楽スタジオで、ケンドリック・ラマーらを過去に手がけたエンジニアと共に、EP「Lift Off」を製作。本作にはマーダ・ビーツ、メトロ・ブーミン、Wheezy、Turbo、マイク・ウィル・メイド・イット、Mustardなどのプロデューサーたちが参加した。
2020年3月1日にキャリア最大規模となるワンマンライブ「BAD HOP WORLD」を横浜アリーナにて開催予定だったが、新型コロナ感染拡大防止のため無観客でのライブを決行した。
2023年5月27日、千葉・幕張メッセで行われた「POP YOURS 2023」にて、メンバーを代表してT-Pablowが解散を発表した。6月21日の東京・豊洲PIT公演を皮切りとしてライブツアーを行い、2024年2月19日に東京ドームでのツアーファイナルをもって解散。

## メンバー

### 解散時のメンバー
| 名前                             | 旧名義              | 本名                            | 生年月日        | 血液型 | 出身中学校             | 身長   | 備考 |
| -------------------------------- | ------------------- | ------------------------------- | --------------- | ------ | ---------------------- | ------ | --- |
| T-Pablow （ティー・パブロ）      | K-九 （ケーナイン） | 岩瀬 達哉 （いわせ たつや）     | 1995年 11月3日  | B型    | 川中島 中学校          | 179cm  | - YZERRの双子の兄 - 「BAZOOKA!!!高校生RAP選手権」第1回、第4回優勝 - テレビ番組「フリースタイルダンジョン」の初代モンスターとしてレギュラー出演。 - ラップスター - Abemaの企画「1週間1000万円生活」の収録の際、カジノで1000万円を越える大勝ちした。しかし別日にはベンジャジーから預かった結婚式のご祝儀を全て溶かしてしまった。 - 中学生の時アメリカに住むおばからマイルが溜まったからという理由で呼ばれて、アメリカのカルチャーに触れて刺激を受けた。 - 2024年に放送されたクレイジージャーニーで子どもが生まれたことを話している。 |
| YZERR （ワイザー）               | DIABLO (ディアブロ) | 岩瀬 雄哉 （いわせ ゆうや）     | 1995年 11月3日  | B型    | 川中島 中学校          | 178cm  | - T-Pablowの双子の弟 - 第4回高校生ラップ選手権準優勝 - グループのリーダー - 「BAZOOKA!!!高校生RAP選手権」第5回優勝 - ヤンチャしていた頃、近所の悪で行われたトーナメント形式の決勝でPablowに負けたことがある。 - 2024年の『クレイジージャーニー』で T-Pablowが子どもが産まれた事を話した後、「僕もです」と発言した。 |
| Tiji Jojo （ティジィ・ジョジョ） |                     | 吉村 敦也 （よしむら あつや）   | 1996年 2月12日  | A型    | 川中島 中学校          | 168cm  | - 韓国と日本のハーフ。 - 中学の時少しぽっちゃりしていた時期がある。 - 岩瀬兄弟とは実家が隣だった。 - 昔友達の親に呼び出されて説教をされてる時に笑ってしまい、日本刀で脅されたことがある。 - 2019年5月21日にソロEP『PLAYER 1』をリリース。 |
| Benjazzy （ベンジャジー）        | ゴエモン            | 石川 幸和 （いしかわ ゆきかず） | 1994年 10月19日 | B型    | 川崎市立 富士見 中学校 | 168cm  | - 他のメンバーより1つ年上。メンバーをラップの世界に引き込んだきっかけの人物でもある。 - Abemaの企画「1週間1000万円生活」の収録の際にドッキリ企画で出会った女性と結婚した。その後第一子が産まれる。 - 父親は中学校の英語教師。過去にBarkの担任を務めていた。 - ゴエモンは昔飼っていた犬の名前。 - 後頭部に入れているタトゥー「78-85」は実家にあった自動車・エルグランドのナンバー。初めて刺青を入れる際、父と3時間以上話し合った。 |
| Yellow Pato （イエロー・パト）   | DJ流星              | 関根 流星 （せきね りゅうせい)  | 1995年 4月18日  | A型    | 川中島 中学校          | 175cm  | - 川崎フロンターレのユースに所属していた。 - 小学生の頃、学校同士の決闘で対戦した時にYZERRに瞬殺された、それまでは負けることがなかった。 - BARKを殴った。 |
| BARK （バーク）                  |                     | 日野原 佑紀 （ひのはら ゆうき） | 1995年 9月20日  | A型    | 川崎市立 桜本 中学校   | 168cm  | - 逮捕ドッキリを仕掛けられた。 - T-Pablow、YZERRとは産まれた病院の病室から同じ。 |
| G-k.i.d （ジーキッド）           |                     | 渡邊 凌 （わたなべ りょう）     | 1995年 5月2日   |        | 川中島 中学校          | 175 cm | - 父親が元暴力団員。しかし2024年に「今は普通の仕事についてらっしゃる」とYZERRが発言している。 - 現在は俳優業に挑戦中。 - 体格の割に足は美脚。 - サッカーをやっていた。 |
| Vingo （ヴィンゴ）               | CROWN （クラウン）  | 阿部 慎之助                     | 1996年 1月5日   |        |                        | 173cm  | - メンバー唯一の東京都出身。 - TokyoYoungVisionの創設メンバー。本気で音楽をやっていきたい自分と他メンバーとの間に温度差を感じYZERRに相談していたところ、それなら川崎に来てみれば？という流れでBADHOPに合流するこことになった。 - Vingoという名前はYZERRがつけてくれた、本人はめちゃくちゃ気に入っていると発言している - 父親は8年連続ミシュランガイドを獲得する懐石料理店を営む。川崎市の市長との会食でもされた。 - 胸元に彫った、心臓にナタが刺さっているタトゥーがかなり気に入っている。 - YouTubeのインタビューで豊橋の彫り師、「三六」が好きと発言している。 - おでこに彫ったタトゥーは尊敬するボブマーリーの名言 Love the life you live. Live the life you love（自分の生きる人生を愛せ。自分の愛する人生を生きろ）である。 - ファッションは BALENCIAGAやCHROME HEARTSなどを好み、時折り歌詞にも登場する。 |

### 旧メンバー
- AKDOW（アクドウ）
- DJ KENTA（ディージェイ ケンタ）

## 来歴

### 2014年 - 2017年（全国流通まで）
2014年3月25日、BAD HOP名義でコンピレーションアルバム『BAD HOP ERA』を発表。音源発表後しばらくは無料でCDを配ったり、フリーダウンロードで音楽配信を行っていた。YZERRはレコード会社に所属していないことが大きかったと後に語っており、当時の作品やライブが人からお金を取れるほどのクオリティーではなく、街中で行われている広告を入れたポケットティッシュ配りの感覚だったという。9月28日には『BADHOPBOX』を発表。
2015年7月2日、アルバム『BAD HOP』を発表。11月、ウェブサイト「VICE japan」に取り上げられた。
2016年3月15日、『BAD HOP 1 DAY』を発表。収録曲の「Life Style」はミュージック・ビデオも制作され、YouTubeに公開されたミュージック・ビデオの再生回数が2,700万回を突破するなど話題を呼んだ。「Life Style」は当時メンバーのT-Pablowがモンスターとしてレギュラー出演していたテレビ番組「フリースタイルダンジョン」の自身の登場曲としても使用されていた。9月15日には『BAD HOP ALL DAY』を発表。更に、大阪府の心斎橋SUNHALLと地元の川崎クラブチッタで「IRREGULAR BOUND」と題したエントランスフリーのワンマンライブを行う。
2017年3月31日、T-Pablowが初のEP『Super Saiyan1 The EP』を配信。BAD HOPメンバーも客演し、翌年以降もメンバーのソロ活動が活発化する。

### 2017年 - 2019年（全国流通後〜海外プロデューサーとの共演）
2017年9月6日、2ndアルバムにして初の全国流通作品となる『Mobb Life』を発表。初の全国ツアー「Mobb Life Tour」も開催した。
2018年4月、後に配信されるEP『BAD HOP HOUSE』を引っさげ、全国ツアー規模でないと厳しい予算でステージを組みZepp Tokyoでワンマンライブ「BAD HOP HOUSE」を開催。チケット販売会社を通さず、蝋で封をした招待状（チケット）を制作して発送するという手法が話題となった。チケットは即日完売した。 
2018年11月13日、日本武道館にてワンマンライブ「BreatH of South」を開催。期間限定で発売された先行チケットは3時間で完売した。来場者には『BADHOP ALLDAY vol.2』のCDが無料配布され、武道館ライブ後の11月30日に配信リリースされた。
2019年1月、ワンマンライブ「BreatH of South」のDVDおよびBlu-rayでの映像化が発表された。公式サイトにて予約を受け付け、注文の希望者に後日発送された。6月、全国5都市でライブツアー「COLD IN SUMMER ZEPP TOUR」を開催する。
2019年8月28日、9月4日にかけてTBSテレビの番組『クレイジージャーニー』でメンバーの過去の壮絶な体験が特集される。
2019年11月15日、海外プロデューサーと制作した全6曲のEP「Lift Off」を発表。12月7日に川崎駅前でフリーライブ（ゲリラライブ）が行われたが、3曲目が終わるタイミングで警察からの警告を受け中止となる。この時に、以前から予告されていた横浜アリーナでのワンマンライヴ「BAD HOP WORLD 2020」を翌年3月1日に行うと記載された号外「BAD HOP News Paper」がオーディエンスに配布される。

### 2020年 - 2021年（横浜アリーナ無観客ライブ〜横浜アリーナ2度の公演延期）
2020年2月25日発売の雑誌「GQ JAPAN」4月号で日本人のラッパーで初めて表紙を飾る。
2020年3月1日、横浜アリーナにてワンマンライブ「BAD HOP WORLD 2020」を無観客で開催。ライブはYouTubeで生配信した。当初、ライブは有観客で行われる予定であったが、新型コロナウイルスの感染拡大と政府からのイベント自粛要請により、急遽無観客ライブに変更。チケットは既に完売していたが、全額払い戻しを実施した。これにより、BAD HOPは1億円もの負債を負うが、ファンからのアドバイスを受け、クラウドファンディングを行い、支援を募った。1ヶ月間の募集で約7,884万円の資金を集め、クラウドファンディングは終了した。
2020年5月9日、新型コロナウイルス感染拡大防止に向けた緊急事態宣言延長による外出自粛に伴い、2018年11月に日本武道館で開催された「BreatH of South」の映像を期間限定でYouTubeにて配信した。
2020年8月7日、3rdアルバム『BAD HOP WORLD』を配信リリースした。
2020年10月18日、無料オンラインライブ『BAD HOP WORLD Relese Online Live on Youtube』を開催。ライブは全8ステージを設営した神奈川・KT Zepp Yokohamaで行われ、YouTubeで無料配信された。配信中はスーパーチャット機能による投げ銭が可能であった。無料オンラインライブの10日前にインスタライブにて、アルバム『BAD HOP WORLD』のリリースライブを希望する声がファンから上がり、YZERRが無料オンラインライブの構想を解説。そのわずか2日後の10月10日に、無料オンラインライブの開催を告知した。
2021年1月20日、前年3月1日に無観客ライブとなった「BAD HOP WORLD 2020」のリベンジとなる「BAD HOP WORLD THE REVENGE IN 横浜アリーナ」が、新型コロナウイルスの緊急事態宣言の影響により開催延期となる。
2021年2月22日、3rdアルバム『BAD HOP WORLD』のデラックス版『BAD HOP WORLD DELUXE』を配信リリースした。これまでグループ外のラッパーを客演にいれることが少なかったBAD HOPが、KANDYTOWNのKEIJU、IO、MUDを筆頭に、LEXやMonyHorse、Leon Fanourakis、Hideyoshi、Jin Doggなど多くのラッパーを客演に迎えたことで話題を呼んだ。
2021年2月27日-同年5月5日、3年ぶりの全国ツアー「BAD HOP THE REVENGE TOUR」を開催。全国16箇所17公演を行う。
2021年4月30日、「BAD HOP THE REVENGE TOUR」の最終公演として横浜アリーナで「BAD HOP THE REVENGE TOUR IN YOKOHAMA ARENA」を同年9月1日に開催することを発表する。さらに同年7月27日、最終公演の翌日9月2日に、全15組のアーティストが参加する大型ヒップホップフェス「BAD HOP THE REVENGE TOUR FINAL IN YOKOHAMA ARENA DAY 2」の開催を発表。Awichi、JP THE WAVY、ゆるふわギャングなどが参加することを告知した。チケットは完売。

2021年8月29日、愛知県常滑市の愛知県国際展示場多目的広場野外ステージで開催された野外イベント「NAMIMONOGATARI2021」に出演。イベント運営側よりBAD HOPが手掛けるクラフトビールを買取販売したいという相談を受け、NAMIMONOGATARI側に提供したが、このイベントが新型コロナウイルスの感染対策が不十分な上に、酒類の提供も行われたことで批判を浴びることとなった。これを受け、翌月9月1日と2日に横浜アリーナで開催予定であった「BAD HOP THE REVENGE TOUR FINAL IN YOKOHAMA ARENA」の延期を発表した。2020年の横浜アリーナでの無観客公演のリベンジとなるライブとなり、2021年1月にも延期が発表されていたため、横浜アリーナの公演延期はこれで2度目となった。

### 2022年 - 2024年（POP YOURSトップライナー〜解散）
2022年5月22日、幕張メッセにて開催された国内最大規模のヒップホップフェスティバル「POP YOURS」DAY 2のヘッドライナーとして出演する。
2022年7月13日、「BAD HOP HOUSE 2」の開催を発表する。全国のZeppを4箇所周るツアーとなり、ABEMAにて独占生中継が決定された。同年9月8日にはEP『BAD HOP HOUSE 2』を配信した。
2023年5月27日、「POP YOURS 2023」にて、メンバーを代表してT-Pablowが解散を発表。6月21日の東京・豊洲PITを皮切りにライブツアーを開催。
2023年9月23日、お台場特設会場にて開催された国内最大規模のヒップホップフェスティバル「THE HOPE 2023」のヘッドライナーとしてバンドセットで出演する。解散ライブの会場が東京ドームである事が明かされる。
2024年2月19日、東京ドームでラストライブ『BAD HOP THE FINAL at TOKYO DOME』を開催し、解散。10年の歴史に幕を下ろした。

### 解散後
東京ドームでの公演終了後の2024年2月19日午後10時に、BAD HOPが出演した『THE FIRST TAKE』の映像が公開された。
2024年5月29日、グループ初のベスト・アルバム『BAD HOP FOREVER (ALL TIME BEST)』がリリースされた。
2024年7月15日、TBS系『クレイジージャーニーSP』が放送され、BAD HOPが5年ぶりにゲストとして出演。解散ライブの密着映像などが放送された。
2024年11月3日、愛知県のAichi Sky Expoで開催されたヒップホップフェス「AH1」にT-Pablow＆YZERRがヘッドライナーとして出演。BAD HOPメンバーのTiji Jojo、G-k.i.d、Benjazzy、Vingo、Bark、Yellow Patoも駆け付け、一夜限りの再集結を果たした。
2024年12月24日、2024年1月〜2月にかけて放送されたABEMAのオリジナルバラエティー番組『BAD HOP 1000万1週間生活』の緊急特番『BAD HOP1000万1週間生活～緊急!メンバーがドッキリで出会った女性と本当に結婚しちゃったスペシャル～』（全4話）がABEMAで配信され、解散後のメンバーが集結した。

## ディスコグラフィ

### BEST ALBUM
|     | 発売日        | タイトル                        | 規格品番                                      | オリコン最高位 | 備考 |
| --- | ------------- | ------------------------------- | --------------------------------------------- | -------------- | ---- |
| 1st | 2024年5月29日 | BAD HOP FOREVER (ALL TIME BEST) | WPZL-32135（初回限定盤） WPZL-32132（通常盤） | 7位            |      |

### SINGLE
|     | 発売日         | タイトル                       | 収録曲                                                                                              | 備考 |
| --- | -------------- | ------------------------------ | --------------------------------------------------------------------------------------------------- | --- |
| 1st | 2019年7月4日   | Born This Way                  | 1. Born This Way (feat.YZERR & Vingo & Bark) 2. Born This Way (feat.YZERR & Vingo & Bark) -TV Edit- | アニメ『ケンガンアシュラ』Season1エンディングテーマ |
| 2nd | 2021年8月16日  | OVER TIME                      | 1. OVER TIME (feat. G-k.i.d, Benjazzy & Bark)                                                       | 映画「KAWASAKI BRAVE THUNDERS 2020-21 SEASON OFFICIAL DOCUMENTARY”OVER TIME”-葛藤と、歓喜と、感謝と。‐」主題歌                                               |
| 3rd | 2023年12月22日 | Champion Road                  | 1. Champion Road                                                                                    | ミュージック・ビデオがMTV Video Music Awards Japan 2023のBest Hip Hop Videoを受賞。                                                                          |
| 3rd | 2023年12月22日 | Champion Road （Band Version） | 1. Champion Road (Band Version) (Amazon Music Original)                                             | Amazon Music限定配信だったが、BAD HOP（THE FINAL Edition）のリリースと同時に全サブスクで配信された。 金子ノブアキ, KenKen, masasucks, 伊澤一葉が参加している |

### 参加作品
| 発売日       | タイトル              | 規格品番  | 収録曲                                | 備考 |
| ------------ | --------------------- | --------- | ------------------------------------- | ---- |
| 2016年8月3日 | BCDMG「Fact Of Life」 | BCDMG-007 | 5. Eivissa 13. Eivissa (Instrumental) |      |

## 出演

### ラジオ番組
- #リバトーク（2017年4月4日 - 2018年9月25日、WREP）放送開始当初の番組名は「CHOOSY TUESDAY」
- #リバトーク TO THE DOME（2023年12月3日 - 、interfm）[56]
- BAD HOPのオールナイトニッポン0(ZERO)（2024年2月3日、ニッポン放送）[57]

### テレビ番組
- BAZOOKA!!!  高校生RAP選手権(2012年7月23日他、BSスカパー) T-Pablow,YZERRのみ出演
- 超流派 (2014年11月28日、テレビ東京)
- レペゼンLOCAL 〜地方創生×HIPHOP〜 (2016年12月22日、TBS)
- ミュージックステーション (2017年6月16日、テレビ朝日) T-Pablowのみ出演
- 流派-R SINCE2001 (2018年4月20日他、テレビ東京)
- 関ジャム 完全燃SHOW (2018年7月15日、テレビ朝日) MVのみ
- 水曜日のダウンタウン (2018年11月14日、TBS) T-Pablowのみ出演
- クレイジージャーニー (2019年8月28日、同年9月4日、TBS)
- フリースタイルダンジョン (2015年9月30日 - 2017年8月1日、テレビ朝日) T-Pablowのみレギュラー出演
- 櫻井・有吉THE夜会（2020年4月9日、TBS）[58]
- スッキリ（2020年4月16日、日本テレビ）YZERRのみ電話取材で出演[59]
- MUSIC BLOOD（2022年5月6日、日本テレビ）YZERRのみ出演
- MUSIC STATION(2024年2月9日、テレビ朝日) Champion Road 披露
- クレイジージャーニー（2024年 7月15日、TBS）メンバー全員出演。東京ドーム解散ライブの裏側映像や現在の様子を話した

### ウェブテレビ
- BPM 〜BEST PEOPLE's MUSIC〜（2017年5月6日、AbemaTV）T-Pablowのみ出演
- KOK2016東日本予選 at 渋谷HARLEM (2017年7月16日、AbemaTV) T-Pablowのみ出演
- AbemaMix (2017年9月7日、AbemaTV)
- SMASH HIT battle3（2018年6月6日 - 6月20日、AbemaTV）YZERRのみ出演
- KING OF TRACKS (2018年7月14日、AbemaTV) Vingoのみ出演

- BADHOP ワンマンライブ in 日本武道館 (2018年12月30日、AbemaTV)

- ラップスタア誕生！2021（2021年10月16日-同年12月25日、AbemaTV）T-Pablow,YZERRのみ出演
- BAD HOP 1000万1週間生活（2024年1月6日 - 、ABEMA）[60]

## タイアップ一覧
| 起用年 | 楽曲                                         | タイアップ |
| ------ | -------------------------------------------- | --- |
| 2019年 | Born This Way（feat.YZERR & Vingo & Bark）   | Netflix・アニメ「ケンガンアシュラ」エンディングテーマ                                                          |
| 2020年 | Hood Gospel （feat. T-Pablow, Bark & YZERR） | テレビ朝日系「お願い!ランキング」8月度エンディングテーマ                                                       |
| 2021年 | Kawasaki Drift                               | 映画「ヤクザと家族 The Family」劇中歌                                                                          |
| 2021年 | OVER TIME (feat. G-k.i.d, Benjazzy & Bark)   | 映画「KAWASAKI BRAVE THUNDERS 2020-21 SEASON OFFICIAL DOCUMENTARY”OVER TIME”-葛藤と、歓喜と、感謝と。‐」主題歌 |

## ミュージックビデオ
| 公開日         | 曲名                         | 映像ディレクター  |
| -------------- | ---------------------------- | ----------------- |
| 2015年1月24日  | B.H.G                        | Ghetto Hollywood  |
| 2015年3月5日   | Stay                         | Ghetto Hollywood  |
| 2015年7月1日   | Liberty                      | Ghetto Hollywood  |
| 2015年11月18日 | New Root Chain Gang          | Ghetto Hollywood  |
| 2016年3月9日   | Jam Squad                    |                   |
| 2016年3月21日  | White T-shirt                |                   |
| 2016年9月6日   | Life Style                   |                   |
| 2017年8月27日  | Mobb Life                    | Renichi Murakoshi |
| 2017年8月29日  | Gucci Scarf                  | Renichi Murakoshi |
| 2017年9月5日   | Ocean View                   | Renichi Murakoshi |
| 2017年9月29日  | これ以外                     | ミナ オーマツ     |
| 2018年3月9日   | 2018                         | Renichi Murakoshi |
| 2018年4月1日   | Mobb Life Tour               | Renichi Murakoshi |
| 2018年4月5日   | Kawasaki Drift               | 新保拓人          |
| 2018年10月26日 | No New Friends               | Renichi Murakoshi |
| 2018年11月11日 | Prologue                     |                   |
| 2019年11月16日 | Foreign                      | 木村太一          |
| 2020年3月26日  | Hood Gospel                  | Renichi Murakoshi |
| 2020年7月30日  | Choice                       | 大平彩華          |
| 2020年8月2日   | Round One                    | Renichi Murakoshi |
| 2020年8月6日   | Bayside Dream                | Carmine Martini   |
| 2020年8月28日  | High Land                    | 新保拓人          |
| 2020年12月6日  | Suicide Remix                | 堀田英仁          |
| 2021年1月21日  | Championship                 | 大平彩華          |
| 2021年1月24日  | Chopstick Remix              | 堀田英仁          |
| 2021年2月11日  | Friends                      | 堀田英仁          |
| 2022年8月21日  | Casablanca                   | Renichi Murakoshi |
| 2022年8月27日  | MONEY MAN                    | Renichi Murakoshi |
| 2022年9月26日  | CALLIN'                      | Renichi Murakoshi |
| 2023年6月21日  | Champion Road                | Spikey John       |
| 2023年10月2日  | TOKYO DOME CYPHER            |                   |
| 2023年12月22日 | Champion Road (Band Version) | Renichi Murakoshi |
| 2024年1月28日  | guidance                     |                   |
| 2024年2月9日   | Last Party Never End         | Masaki Watanabe   |
| 2024年2月10日  | Locker                       | Renichi Murakoshi |
| 2024年2月11日  | B2B                          | 須田諒            |
| 2024年2月12日  | 4L                           | Keigo Mochizuki   |
| 2024年2月13日  | Day N Night                  | 鴨下大輝          |
| 2024年2月14日  | Hell Yeah                    | Keigo Mochizuki   |
| 2024年2月15日  | NEW ASIAN                    |                   |
| 2024年2月16日  | Shoot My Shot                | 須田諒            |
| 2024年2月17日  | 8BALL CYPHER                 | 中澤太            |
| 2024年2月18日  | Mukaijima                    | 新保拓人          |
| 2024年2月19日  | Empire Of The Sun            | Takuya Setomitsu  |
| 2024年2月20日  | We Rich                      | Keigo Mochizuki   |
| 2024年3月19日  | THE FLAME                    | Keigo Mochizuki   |
| 2024年3月20日  | ONE PAN                      | MESS              |
| 2024年3月21日  | Fam*ly                       | 鴨下大輝          |
| 2024年3月22日  | KAWASAKI SONG                | Spikey John       |

## 派生ユニット

### 2WIN
T-PablowとYZERRによる2MCのヒップホップユニット
2014年、Zeebraが立ち上げたレーベル「GRAND MASTER」と契約、シングル「FIRE BURN」でデビュー
2015年、スタジオ・アルバムを発表
2017年、HIPHOP専門ラジオ局「WREP」にて「CHOOSY TUESDAY」放送開始

## その他の活動
2020年、神奈川県川崎市のブルワリーと協力し、オリジナルのビールの製造を開始。BAD HOPによるクラフトビールブランド「BUZZ HIGHER」（バズハイヤー）を立ち上げる。
2021年、地元川崎にレコーディングスタジオを設立。「これからアーティスト活動を目指す若い方々、現在アーティストとして活動している方に向けて無料でレコーディングや、楽曲制作のサポートをしていきます。」とTwitterで告知する。
2022年、BAD HOPプロデュースのアパレルブランド「BreatH」を立ち上げる。